# Canton de la Charente-Nord
Le canton de la Charente-Nord est une circonscription électorale française du département de la Charente créée par le décret du 20 février 2014 et entrée en vigueur lors des élections départementales de 2015.

## Histoire
Un nouveau découpage territorial de la Charente entre en vigueur en mars 2015, défini par le décret du 20 février 2014, en application des lois du 17 mai 2013 (loi organique 2013-402 et loi 2013-403). Les conseillers départementaux sont, à compter de ces élections, élus au scrutin majoritaire binominal mixte. Les électeurs de chaque canton élisent au Conseil départemental, nouvelle appellation du Conseil général, deux membres de sexe différent, qui se présentent en binôme de candidats. Les conseillers départementaux sont élus pour 6 ans au scrutin binominal majoritaire à deux tours, l'accès au second tour nécessitant 12,5 % des inscrits au 1er tour. En outre la totalité des conseillers départementaux est renouvelée. Ce nouveau mode de scrutin nécessite un redécoupage des cantons dont le nombre est divisé par deux avec arrondi à l'unité impaire supérieure si ce nombre n'est pas entier impair, assorti de conditions de seuils minimaux. Dans la Charente, le nombre de cantons passe ainsi de 35 à 19. Le nouveau canton de la Charente-Nord est formé de communes des anciens cantons d'Aigre, de Villefagnan et de Ruffec (excepté la commune de Vieux-Ruffec).

## Représentation

### Historique des conseillers départementaux
| Période élective | Période élective | Mandat | Mandat   | Identité         | Nuance | Nuance | Qualité |
| ---------------- | ---------------- | ------ | -------- | ---------------- | ------ | ------ | --- |
| 2015             | 2021             | 2015   | 2021     | Brigitte Fouré   |        | UDI    | Conseillère municipale de Villejésus puis d'Aigre Première vice-présidente du Conseil départemental, Présidente de la Communauté de communes du Pays d'Aigre |
| 2015             | 2021             | 2015   | 2021     | Didier Villat    |        | DVD    | Maire de Nanteuil-en-Vallée (2014-2020) |
| 2021             | 2028             | 2021   | en cours | Brigitte Fouré   |        | UDI    | Conseillère sortante |
| 2021             | 2028             | 2021   | en cours | Fabrice Geoffroy |        | DVD    | Notaire à Ruffec, maire de Courcôme |

### Résultats détaillés

#### Élections de juin 2021
Le premier tour des élections départementales de 2021 est marqué par un très faible taux de participation (33,26 % au niveau national). Dans le canton de la Charente-Nord, ce taux de participation est de 41,56 % (5 814 votants sur 13 989 inscrits) contre 33,39 % au niveau départemental. À l'issue de ce premier tour, deux binômes sont en ballottage : Brigitte Fouré et Fabrice Geoffroy (DVD, 61,97 %) et Agnès Baudrillart et Geoffroy Dudouit (DVG, 38,03 %).
Le second tour des élections est marqué une nouvelle fois par une abstention massive équivalente au premier tour. Les taux de participation sont de 34,3 % au niveau national, 33,99 % dans le département et 43,1 % dans le canton de la Charente-Nord. Brigitte Fouré et Fabrice Geoffroy (DVD) sont élus avec 62,28 % des suffrages exprimés (3 514 voix pour 6 030 votants et 13 992 inscrits),,. 

### Historique des élections départementales
À l'issue du 1er tour des élections départementales de 2015, deux binômes sont en ballottage : Brigitte Fouré et Didier Villat (Union de la Droite, 40,98 %) et Franck Bonnet et Catherine Boulenger (Union de la Gauche, 28,12 %). Le taux de participation est de 58,16 % (8 382 votants sur 14 413 inscrits) contre 50,21 % au niveau départementalet 50,17 % au niveau national.
Au second tour, Brigitte Fouré et Didier Villat (Union de la Droite) sont élus avec 58,98 % des suffrages exprimés et un taux de participation de 60,08 % (4 586 voix pour 8 660 votants et 14 413 inscrits).
| Candidats            | Candidats             | Partis      | Partis      | Premier tour | Premier tour | Second tour | Second tour |
| Candidats            | Candidats             | Partis      | Partis      | Voix         | %            | Voix        | %           |
| -------------------- | --------------------- | ----------- | ----------- | ------------ | ------------ | ----------- | ----------- |
| 1                    | Brigitte Fouré        |             | UDI         | 3 239        | 40,98        | 4 586       | 58,98       |
| 1                    | Didier Villat         |             | DVD         | 3 239        | 40,98        | 4 586       | 58,98       |
| 2                    | Franck Bonnet*        |             | PS          | 2 222        | 28,12        | 3 189       | 41,02       |
| 2                    | Catherine Boulenger   |             | PS          | 2 222        | 28,12        | 3 189       | 41,02       |
| 3                    | Violetta Dorlac       |             | FG          | 957          | 12,11        |             |             |
| 3                    | Christophe Mauvillain |             | FG          | 957          | 12,11        |             |             |
| 4                    | Patrick Chatenet      |             | FN          | 1 485        | 18,79        |             |             |
| 4                    | Céline Cogulet        |             | FN          | 1 485        | 18,79        |             |             |
|                      |                       |             |             |              |              |             |             |
| Inscrits             | Inscrits              | Inscrits    | Inscrits    | 14 413       |              | 14 413      | 100,00      |
| Abstentions          | Abstentions           | Abstentions | Abstentions | 6 031        | 41,84        | 5 753       | 39,92       |
| Votants              | Votants               | Votants     | Votants     | 8 382        | 58,16        | 8 660       | 60,08       |
| Blancs               | Blancs                | Blancs      | Blancs      | 292          | 3,48         | 465         | 5,37        |
| Nuls                 | Nuls                  | Nuls        | Nuls        | 187          | 2,23         | 420         | 4,85        |
| Exprimés             | Exprimés              | Exprimés    | Exprimés    | 7 903        | 94,29        | 7 775       | 89,78       |
| * conseiller sortant |                       |             |             |              |              |             |             |

## Composition
Le nouveau canton de la Charente-Nord comprenait quarante-neuf communes entières à sa création.
À la suite de la fusion, au 1er janvier 2019, de Courcôme, de Tuzie et de Villegats pour former la commune de Courcôme et d'Aigre et de Villejésus pour former la commune d'Aigre, le nombre de communes descend à 46.
| Nom                            | Code Insee | Intercommunalité    | Superficie (km2) | Population (dernière pop. légale) | Densité (hab./km2) | Modifier                                    |
| ------------------------------ | ---------- | ------------------- | ---------------- | --------------------------------- | ------------------ | ------------------------------------------- |
| Ruffec (bureau centralisateur) | 16292      | CC Val de Charente  | 13,37            | 3 394 (2022)                      | 254                | modifier les données · modifier les données |
| Les Adjots                     | 16002      | CC Val de Charente  | 10,94            | 532 (2022)                        | 49                 | modifier les données · modifier les données |
| Aigre                          | 16005      | CC Cœur de Charente | 23,82            | 1 600 (2022)                      | 67                 | modifier les données · modifier les données |
| Barbezières                    | 16027      | CC Cœur de Charente | 9,29             | 137 (2022)                        | 15                 | modifier les données · modifier les données |
| Barro                          | 16031      | CC Val de Charente  | 10,65            | 410 (2022)                        | 38                 | modifier les données · modifier les données |
| Bernac                         | 16039      | CC Val de Charente  | 8,46             | 463 (2022)                        | 55                 | modifier les données · modifier les données |
| Bessé                          | 16042      | CC Cœur de Charente | 7,67             | 113 (2022)                        | 15                 | modifier les données · modifier les données |
| Bioussac                       | 16044      | CC Val de Charente  | 15,64            | 208 (2022)                        | 13                 | modifier les données · modifier les données |
| Brettes                        | 16059      | CC Val de Charente  | 12,21            | 163 (2022)                        | 13                 | modifier les données · modifier les données |
| Charmé                         | 16083      | CC Cœur de Charente | 11,42            | 340 (2022)                        | 30                 | modifier les données · modifier les données |
| La Chèvrerie                   | 16098      | CC Val de Charente  | 4,61             | 137 (2022)                        | 30                 | modifier les données · modifier les données |
| Condac                         | 16104      | CC Val de Charente  | 9,59             | 460 (2022)                        | 48                 | modifier les données · modifier les données |
| Courcôme                       | 16110      | CC Val de Charente  | 29,58            | 801 (2022)                        | 27                 | modifier les données · modifier les données |
| Couture                        | 16114      | CC Val de Charente  | 10,61            | 173 (2022)                        | 16                 | modifier les données · modifier les données |
| Ébréon                         | 16122      | CC Cœur de Charente | 10,05            | 139 (2022)                        | 14                 | modifier les données · modifier les données |
| Empuré                         | 16127      | CC Val de Charente  | 8,37             | 96 (2022)                         | 11                 | modifier les données · modifier les données |
| La Faye                        | 16136      | CC Val de Charente  | 13,44            | 595 (2022)                        | 44                 | modifier les données · modifier les données |
| La Forêt-de-Tessé              | 16142      | CC Val de Charente  | 10,70            | 209 (2022)                        | 20                 | modifier les données · modifier les données |
| Fouqueure                      | 16144      | CC Cœur de Charente | 16,43            | 431 (2022)                        | 26                 | modifier les données · modifier les données |
| Les Gours                      | 16155      | CC Cœur de Charente | 11,42            | 93 (2022)                         | 8,1                | modifier les données · modifier les données |
| Ligné                          | 16185      | CC Cœur de Charente | 7,97             | 146 (2022)                        | 18                 | modifier les données · modifier les données |
| Londigny                       | 16189      | CC Val de Charente  | 9,67             | 246 (2022)                        | 25                 | modifier les données · modifier les données |
| Longré                         | 16190      | CC Val de Charente  | 14,73            | 191 (2022)                        | 13                 | modifier les données · modifier les données |
| Lupsault                       | 16194      | CC Cœur de Charente | 11,47            | 111 (2022)                        | 9,7                | modifier les données · modifier les données |
| La Magdeleine                  | 16197      | CC Val de Charente  | 6,68             | 117 (2022)                        | 18                 | modifier les données · modifier les données |
| Montjean                       | 16229      | CC Val de Charente  | 8,01             | 251 (2022)                        | 31                 | modifier les données · modifier les données |
| Nanteuil-en-Vallée             | 16242      | CC Val de Charente  | 68,85            | 1 357 (2022)                      | 20                 | modifier les données · modifier les données |
| Oradour                        | 16248      | CC Cœur de Charente | 14,40            | 155 (2022)                        | 11                 | modifier les données · modifier les données |
| Paizay-Naudouin-Embourie       | 16253      | CC Val de Charente  | 25,42            | 351 (2022)                        | 14                 | modifier les données · modifier les données |
| Poursac                        | 16268      | CC Val de Charente  | 11,39            | 195 (2022)                        | 17                 | modifier les données · modifier les données |
| Raix                           | 16273      | CC Val de Charente  | 6,87             | 116 (2022)                        | 17                 | modifier les données · modifier les données |
| Ranville-Breuillaud            | 16275      | CC Cœur de Charente | 12,84            | 164 (2022)                        | 13                 | modifier les données · modifier les données |
| Saint-Fraigne                  | 16317      | CC Cœur de Charente | 32,10            | 429 (2022)                        | 13                 | modifier les données · modifier les données |
| Saint-Georges                  | 16321      | CC Val de Charente  | 2,25             | 44 (2022)                         | 20                 | modifier les données · modifier les données |
| Saint-Gourson                  | 16325      | CC Val de Charente  | 10,09            | 131 (2022)                        | 13                 | modifier les données · modifier les données |
| Saint-Martin-du-Clocher        | 16335      | CC Val de Charente  | 6,66             | 124 (2022)                        | 19                 | modifier les données · modifier les données |
| Saint-Sulpice-de-Ruffec        | 16356      | CC Val de Charente  | 2,38             | 41 (2022)                         | 17                 | modifier les données · modifier les données |
| Salles-de-Villefagnan          | 16361      | CC Val de Charente  | 12,83            | 313 (2022)                        | 24                 | modifier les données · modifier les données |
| Souvigné                       | 16373      | CC Val de Charente  | 10,37            | 182 (2022)                        | 18                 | modifier les données · modifier les données |
| Taizé-Aizie                    | 16378      | CC Val de Charente  | 14,81            | 585 (2022)                        | 40                 | modifier les données · modifier les données |
| Theil-Rabier                   | 16381      | CC Val de Charente  | 7,43             | 163 (2022)                        | 22                 | modifier les données · modifier les données |
| Tusson                         | 16390      | CC Cœur de Charente | 13,97            | 240 (2022)                        | 17                 | modifier les données · modifier les données |
| Verdille                       | 16397      | CC Cœur de Charente | 14,48            | 383 (2022)                        | 26                 | modifier les données · modifier les données |
| Verteuil-sur-Charente          | 16400      | CC Val de Charente  | 14,24            | 588 (2022)                        | 41                 | modifier les données · modifier les données |
| Villefagnan                    | 16409      | CC Val de Charente  | 23,65            | 981 (2022)                        | 41                 | modifier les données · modifier les données |
| Villiers-le-Roux               | 16413      | CC Val de Charente  | 4,84             | 159 (2022)                        | 33                 | modifier les données · modifier les données |
| Canton de la Charente-Nord     | 1608       |                     | 616,67           | 18 257 (2022)                     | 30                 | modifier les données                        |

## Démographie
En 2022, le canton comptait 18 257 habitants, en évolution de −1,61 % par rapport à 2016 (Charente : −0,48 %, France hors Mayotte : +2,11 %).
| 2013   | 2018   | 2022   |
| ------ | ------ | ------ |
| 18 764 | 18 296 | 18 257 |